# Grigorij Demidowtzew

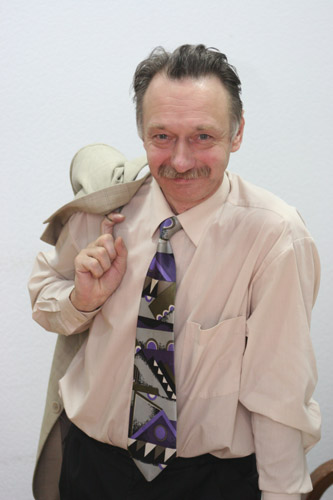
Grigorij Demidowtzew, 2007

Grigorij Demidowtzew (russisch Григорий Демидовцев, eigentlich Grigorij Anatoljewitsch Petrow, russisch Григорий Анатольевич Петров; * 12. Oktober 1960 in Leningrad, UdSSR; † 19. Juni 2023) war ein russischer Schriftsteller und Dramatiker. Er war Mitglied der Union der russischen Schriftsteller und schrieb im Genre der philosophischen Phantastik.
Grigorij Demidowtzew ist Autor von 18 Büchern, von denen fünf den Zyklus Das Atmen des Todes und die Ewigkeit der Liebe bilden. Die Ereignisse in diesen Büchern spielen in dem imaginären Land Neworus und in realen Städten Russlands und Europas. Der Staat Neworus liegt in einer alternativen Realität. In der Fiktion des Autors gehören dazu auch Skandinavien, der nördliche Teil der Russischen Föderation, Island, Grönland, ein Teil Nordamerikas und die ozeanischen Inseln.
Im Jahre 2007 gründete Grigorij Demidowtzew in Sankt Petersburg ein Theater, dessen Ziel die Widerspiegelung seines Schaffens ist. In letzter Zeit schrieb Grigorij Demidowtzew über den Deutsch-Sowjetischen Krieg und die minoische Kultur. Der Autor wurde von realen historischen Fakten, Augenzeugenberichten und Geschichten von berühmten und weniger bekannten deutschen Schriftstellern inspiriert. Er analysierte die historischen Figuren auf mehrdeutige Weise. In einem gewissen Sinn stellte er eine Prognose auf, indem er historische Ereignisse der Vergangenheit mit denen, die in der Zukunft möglich sind, verglich. Demidowtzews Bücher gehören zur Kategorie historischer Fiktion, mit Elementen der Psychologie, des Detektivromans und der Liebesgeschichte. Das Hauptmerkmal seiner Werke ist jedoch die Verbindung zwischen historischen Ereignissen und der Metaphysik.

## Bücher
- "Das Atmen der Zukunft" (Дуновение будущего, ISBN 5-88407-049-7)
- "Das Atmen der Vergangenheit"(Дуновение прошлого, ISBN 5-94988-023-4)
- "Russland, die wir nicht erkannt haben" (Русь, которую мы не узнали, ISBN 5-94988-028-5)
- "Das Atmen der Ewigkeit" (Дуновение вечности, ISBN 5-94988-030-7)
- "Schleife" (Бантик, ISBN 5-94988-029-3)
- "Dämon der Versuchung" (Демон соблазна,)
- "Schwarz Engel. Das Boot des Todes" (Чёрный ангел. Лодка смерти, ISBN 5-94988-017-X)
- "Russisch Geheimnis" (Русская тайна, ISBN 5-94988-005-6)
- "Theaterstücken" (Пьесы, ISBN 5-94988-008-0)
- "Erechtheya" Der Sammlung von Theaterstücken (Эрехтея. Сборник пьес)
- "Geschenk" Der Sammlung von Theaterstücken (Подарок. Сборник пьес,)
- "Leningrad Waltz" Der Sammlung (Ленинградский вальс. Сборник)
- "Leningrad Wahrheit" Der Sammlung von Theaterstücken. Der Erzählung (Ленинградская правда. Сборник пьес. Повесть, ISBN 978-5-94988-025-8)
- "Verbergende in Jahrhunderten" (Таящая в веках, ISBN 978-5-8000-0011-5)
- "Umsturz" Erste Buch (Переворот. Книга первая, ISBN 978-5-8000-0007-8)
- "Umsturz" Zweites Buch (Переворот. Книга вторая, ISBN 978-5-8000-0012-2)
- "Liebe's Wahrheit" Erste Buch (Правда любви. Книга первая, ISBN 978-5-8000-0015-3)
- "Liebe's Wahrheit" Zweites Buch (Правда любви. Книга вторая, ISBN 978-5-905853-04-3)